# Piyaruck Kwangkaew
Piyaruck Kwangkaew (thailändisch ปิยรักษ์ กวางแก้ว; * 6. Januar 2001) ist ein thailändischer Fußballspieler.
Piyaruck Kwangkaew erlernte das Fußballspielen in den Jugendmannschaften vom Chiangrai City FC und  Chiangrai United. Im September 2020 nahm ihn der Zweitligist Uthai Thani FC unter Vertrag. Nach nur drei Monaten wechselte er zu seinem Jugendverein Chiangrai City FC. Mit dem Verein aus Chiangrai spielte er in der dritten Liga, der Thai League 3. Hier trat man in der Northern Region an. Zu Beginn der Saison 2022/23 kehrte er zu seinem ehemaligen Verein Uthai Thanie zurück. Sein Zweitligadebüt gab Piyaruck Kwangkaew am 3. Dezember 2022 (16. Spieltag) im Auswärtsspiel gegen den Chainat Hornbill FC. Hier wurde er beim 3:2-Auswärtserfolg in der 85. Minute für Prasittichai Perm eingewechselt. Am Ende der Saison 2022/23 wurde er mit Uthai Thani Tabellendritter und qualifizierte sich somit für die Aufstiegsspiele zur ersten Liga. Hier konnte man sich im Finale gegen den Customs United FC durchsetzen und stieg in die erste Liga auf. Nach dem Aufstieg und zwei Ligaspielen wurde sein Vertrag im Sommer 2023 nicht verlängert. Im Juli 2023 verpflichtete ihn der Drittligist See Khwae City FC. Mit dem Verein aus Nakhon Sawan spielte er 17-mal in der Northern Region der Liga. Nach einer Spielzeit verließ er den Verein und schloss sich im Juli 2024 dem in der Southern Region spielenden Pattani FC an. Nach sechs Ligaspielen wurde sein Vertrag im Dezember 2024 nicht verlängert. Im gleichen Monat wechselte er in die Northern Region. Hier schloss er sich in Nakhon Sawan seinem ehemaligen Verein Nakhon Sawan See Khwae City FC an. Nach sieben Ligaspielen wechselte er im Sommer 2025 in die zweite Liga. Hier schloss er sich in Chainat dem Chainat Hornbill FC an.

## Sonstiges
Piyaruck Kwangkaew ist der Zwillingsbruder von Piyarot Kwangkaew.